# Apma
L’apma est une langue océanienne, parlée par 7 800 locuteurs au Vanuatu au centre de l’île de Pentecôte. Il est aussi appelé raga central. Ses dialectes sont : Bwatnapni, Loltong, Melsisi, Suru-Bo, Suru-Marani.